# Região Geográfica Imediata de Manhuaçu
A Região Geográfica Imediata de Manhuaçu é uma das 70 regiões imediatas do Estado de Minas Gerais, uma das 10 regiões imediatas que compõem a Região Geográfica Intermediária de Juiz de Fora e uma das 509 regiões imediatas do Brasil, criadas pelo IBGE em 2017.
É composta por 24 municípios, tendo uma população estimada pelo IBGE para 1.º de julho de 2017, de  351 708 habitantes e uma área total de 7 118,011 km².

## Municípios
Fonte: IBGE – Cidades
| Município                      | População Estimada 2017 | Área (km²) |
| ------------------------------ | ----------------------- | ---------- |
| Abre Campo                     | 13 733                  | 471,055    |
| Alto Caparaó                   | 5 791                   | 104,571    |
| Alto Jequitibá                 | 8 522                   | 152,737    |
| Caparaó                        | 5 489                   | 130,064    |
| Caputira                       | 9 431                   | 188,112    |
| Chalé (Minas Gerais)           | 5 823                   | 212,5130   |
| Conceição de Ipanema           | 4 644                   | 253,935    |
| Durandé                        | 7 884                   | 217,778    |
| Ipanema (Minas Gerais)         | 19 736                  | 456,641    |
| Lajinha                        | 20 301                  | 432        |
| Luisburgo                      | 6 409                   | 146,124    |
| Manhuaçu                       | 88 580                  | 628,318    |
| Manhumirim                     | 22 784                  | 183,588    |
| Martins Soares                 | 8 172                   | 113,268    |
| Matipó                         | 18 914                  | 277,098    |
| Mutum (Minas Gerais)           | 27 528                  | 1 255,800  |
| Pocrane                        | 8 841                   | 691,065    |
| Reduto                         | 7 117                   | 151,859    |
| Santa Margarida (Minas Gerais) | 16 173                  | 256,183    |
| Santana do Manhuaçu            | 8 853                   | 346,964    |
| São João do Manhuaçu           | 11 367                  | 142,510    |
| São José do Mantimento         | 2 787                   | 54,475     |
| Simonésia                      | 19 633                  | 487,850    |
| Taparuba                       | 3 196                   | 193,081    |
| Total                          | 351 708                 | 7.118.011  |